# Pobre amor, llámenlo
«Pobre amor, llámenlo» es una canción compuesta por el músico argentino Luis Alberto Spinetta que se encuentra en el álbum Privé de 1986, séptimo álbum solista y 19º en el que tiene participación decisiva Luis Alberto Spinetta. El tema fue compuesto para expresar los sentimientos que en ese momento Spinetta sentía por Charly García, con quien acababa de tener un serio entredicho que frustró el proyecto de álbum que estaban elaborando.
En el álbum Spinetta prescinde del baterista y utiliza en todos los temas una caja de ritmos Yamaha RX-11, programada por él mismo. En este tema Spinetta (voz y guitarra) está acompañado por Fito Páez (piano Grand y teclados), Ulises Butrón (primera guitarra), Paul Dourge (bajo de seis cuerdas) y un coro integrado por Fabiana Cantilo e Isabel de Sebastián.

## Contexto
Spinetta venía de disolver su banda Spinetta Jade con la que venía tocando desde 1980 y que marcó la etapa final de lo que se ha llamado su "proyecto jazzero", iniciado en 1977. Por otra parte Spinetta venía mostrando desde Mondo di cromo (1983) un giro de su sonido hacia el techno (teclados, secuenciadores, sintetizadores, cajas de ritmos, MIDI, etc.) que caracterizó los años '80.
Durante 1985 Spinetta había trabajado con Charly García, quien también venía realizando un giro en su sonido desde el álbum Clics modernos (1983), en el marco de un enorme cambio político-cultural en Argentina, a raíz de la caída de la última dictadura militar el 10 de diciembre de 1983, que se extendería a toda América del Sur.
Finalmente el proyecto Spinetta/García quedó trunco debido a las diferencias personales que surgieron entre ellos. Fracasada la elaboración del álbum con Charly y también un intento de realizar un álbum con Pedro Aznar, en los últimos meses de 1985 Spinetta decidió sacar un álbum solista, utilizando parte del material trabajado para el disco con Charly García. 
El nuevo álbum de el Flaco llevó el nombre de Privé y fue pensado por Spinetta como respuesta al fracaso de su proyecto con Charly García. Él mismo define el álbum como "el producto de todo lo que me está pasando; de haber intentado hacer un disco con el flaco (por Charly García)". La mayoría de las canciones están explícita o implícitamente relacionadas con Charly García. El altísimo ritmo musical del álbum, frenético, "casi colérico", también ha sido asociado con el estado emocional de Spinetta luego de su ruptura con García: "A su modo, Privé es un disco de divorcio... más hecho para golpear que para bailar".
Del material trabajado para el frustrado proyecto Spinetta/García incluyó en este álbum tres temas, "Pobre amor, llámenlo" (dedicado a Charly), "La pelícana y el androide" y "Rezo por vos", este último único tema compuesto por ambos. También incluyó otros dos temas relacionados que Spinetta ha revelado que se relacionan con García: «No seas fanática» y «Una sola cosa». En otros temas como "La mirada de Freud" (relacionado con la cocaína), "Alfil, ella no cambia nada" y "Patas de rana", las relaciones son más indirectas y libradas a la interpretación.
Fue grabado en noviembre y los primeros días de diciembre de 1985.

## El tema
El tema es el quinto track (último del lado A) del álbum solista Privé. El propio Spinetta contó que el tema se refiere a sus sentimientos sobre Charly García en ese momento: 

Es el gran amor que yo siento por él, que lo vi en varias situaciones muy jodidas donde lo único que podía hacer es quererlo, o sugerirle que fuera a descansar. "Búsquenlo, llámenlo".
Luis Alberto Spinetta

La letra hace referencia al conflicto ("este amor es una colisión"), a la ruptura ("hoy Carlos partió sin esperas desde un no lugar") y a la frustración ("mis amigos no pueden creer que se pinchó"): 

hoy carlos partió sin esperas desde un no lugar
y algo que noquea nos quedó aquí como el speed de la luz
acaso un adios,
un puente de telecaster
no sé no sé

pobre amor
pobre amor
este amor
pobre amor.
"Pobre amor, llámenlo" (fragmento)

En el álbum Spinetta prescinde del baterista y utiliza en todos los temas una caja de ritmos Yamaha RX-11, programada por él mismo. En este tema Spinetta (voz y guitarra) está acompañado por Fito Páez (piano Grand y teclados) y Ulises Butrón, que hace el solo de guitarra eléctrica. Spinetta utiliza en el tema, como en todo el álbum, una caja de ritmos Yamaha RX-11 programada por él mismo. El bajo está interpretado por Paul Dourge, que ejecuta un bajo de seis cuerdas, a diferencia de otros temas del álbum en los que Spinetta usa un secuenciador Casio. Las voces están a cargo de Spinetta y sobre el final aparece un coro femenino a cargo de Fabiana Cantilo e Isabel de Sebastián.

## Versión enSpinetta, el video
En la película documental Spinetta, el video de Pablo Perel, filmada durante la grabación de Privé, se registra una de las versiones de estudio del tema.